# 老虎體育場
老虎體育場（Tiger Stadium）是一座位於美國路易斯安那州巴吞魯日的室外體育場，位於路易斯安那州立大學校園內，屬於路易斯安那州立大學老虎隊的主場。在1924年之前，路易斯安那州立大學在位於巴吞魯日市中心舊路易斯安那州立大學校園的州立球場（State Field）進行主場比賽。
老虎體育場於1924年落成，可容納只有12,000人，經過達一百年多番翻新和擴建，體育場目前容量達到102,321人，據統計容納人數成為东南联盟第三大體育場、美國第六大體育場以及世界第八大體育場。

## 外部鏈接
- Tiger Stadium at LSUSports.net （页面存档备份，存于）
- The Stadium Club
- Tiger Stadium-Campus Map